# Ticagrelor
Ticagrelor es un medicamento antiagregante plaquetario que se emplea para la prevención de trombosis arterial (infarto agudo de miocardio y accidente cerebrovascular). Lo fabrica el laboratorio AstraZeneca. Su empleo fue aprobado la Agencia Europea de Medicamentos el 3 de diciembre de 2010 y por la FDA de Estados Unidos el 20 de julio de 2011. La acción del fármaco se basa en su efecto antagonista sobre el receptor P2Y12 que se encuentra en la superficie de las plaquetas.

## Indicaciones
Su empleo ha sido aprobado para prevenir la aparición de trombosis arterial (infarto agudo de miocardio y accidente cerebrovascular) asociándolo a ácido acetilsalicílico, en aquellos pacientes que hayan presentado previamente síndrome coronario agudo.

## Efectos secundarios
Algunos de los efectos secundarios observados han sido: dificultad respiratoria (disnea), hemorragias, incluyendo hemorragia gastrointestinal, elevación de los niveles de creatinina en sangre y elevación de ácido úrico en sangre.

## Seguimiento de pacientes tratados
Como fármaco antiagregante plaquetario nuevo, las directrices sugieren el uso de ticagrelor además de la aspirina, después de un síndrome coronario agudo (ACS en inglés). Existe un registro prospectivo y observacional de instituciones italianas de cardiología llamado START-antiplatelet. Datos sobre los primeros 1050 pacientes que  completaron el seguimiento de un año en 2017, mostró que el tratamiento asociado tuvo una mortalidad total y cardiovascular reducida y estadísticamente significativa.